# Gelis nahanojus
Gelis nahanojus là một loài tò vò trong họ Ichneumonidae.